# Nawal Al-Saadawi
Nawal Al-Saadawi (în arabă: نوال السعداوي; n. 27 octombrie 1931, Kafr Tahla⁠(d), Al Qalyubiyah, Egipt – d. 21 martie 2021, Q12206266⁠(d), Al Jizah, Egipt) a fost o scriitoare egipteană și medic psihiatru. S-a remarcat prin activitatea sa în calitate de autoare feministă, activistă, dar și de medic psihiatru. Rămâne însă în memoria colectivă prin lupta sa pentru recunoașterea drepturilor politice și sexuale ale femeilor, fiind descrisă ca o „Simone de Beauvoir a lumii arabe”.
În 1955 și-a început cariera medicală, iar în 1957 publică prima sa operă, o colecție de proză scurtă. În 1972 a publicat prima operă non ficțională, „Al Mar`a wa Al-Jins”, în timp ce ocupa două funcții importante, aceea de director al educației sanitare în cadrul Ministerului Sănătății și cea de redactor al revistei Health Magazine, funcții pe care le pierde la scurt timp. De asemenea, cartea a fost cenzurată, iar din dorința de a evita cenzura egipteană începe să publice în Liban.

## Viața
În anul 1955 s-a căsătorit cu Ahmed Helmy care a fost, de asemenea, medic. În același an se naște fiica lor, Mona Helmy, urmând ca în 1956 să divorțeze de Ahmed. Se recăsătorește în 1964 cu Sherif Hetata, medic și romancier, având împreună un fiu, Atef Hetata. 
În anul 1981 este închisă pentru două luni în închisoarea de femei Qanatir după ce a criticat regimul președintelui Anwar Sadat. 
În anul 2001 a fost adusă în instanță sub acuzația de apostazie în virtutea căreia se cerea divorțul de soțul său. Cu ajutorul organizațiilor centrate pe drepturile omului a reușit să câștige procesul. De asemenea, având de partea sa atât organizații egiptene, cât și internaționale, a reușit să câștige și alte procese împotriva sa, cât și împotriva fiicei sale, scriitoare la rândul ei. 
În anul 2004 candidează la alegerile prezidențiale. 

## Educația
A absolvit studii masterale în cadrul Universității din Cairo în 1955, iar în 1966 și-a obținut diploma de masterat în sănătate publică în urma absolvirii Universității Columbia din New York. De asemenea, a făcut cercetare în cadrul universității ʽAyn Shams din Cairo între anii 1972 și 1974. 

## Cariera
În ceea ce privește cariera sa în medicină, a profesat în perioada 1955-1965 în cadrul Universității din Cairo și a Ministerului de Sănătate al Egiptului, ocupând funcția de director al departamentului de educație sanitară al ministerului începând cu anul 1966.  În anul 1972 este, însă, concediată din funcția sa în baza criticilor dure aduse de autoritățile politice și religioase cărții sale, „Al-Marʼa wa al-Jins” (lit. Femeia și sexul). Mai târziu, în septembrie 1981, Al-Saadawi este condamnată la închisoare unde scrie „Mudhakkirāt fī sijn al-nisāʼ” (lit. Amintiri din închisoarea de femei). 
Din cauza acțiunilor sale concentrate pe aducerea în atenție a drepturilor femeii arabe și a supliciilor la care aceasta este supusă (Al-Saadawi vorbește deschis și în repetate rânduri despre mutilarea genitală a femeilor, spre exemplu), i se aduc constant acuzații în plan legal, inclusiv legate de apostazie și herezie. De asemenea, asociația fondată în 1982 de Al-Saadawi în scopul solidarității între femeile arabe (ar: جميعة تضامن المراة العربية, Jamīʽa Taḍāmun al-Marʼa al-ʽArabiyya) a fost desființată în 1991 de către autorități, aceeași soartă fiind rezervată și pentru publicația care aparținea de această asociație, Al-Nūn. 

## Opera
A început să scrie la vârsta de 13 ani, publicând peste 40 de volume care au fost traduse, de-a lungul timpului, în peste 30 de limbi.   Controversele create de tematica operelor sale au dus chiar la necesitatea plasării unor garde de corp în fața casei lui Al-Saadawi după ce a primit amenințări cu moartea. Totuși, datorită scrierilor sale se produce o intensificare a dialogului despre feminism în lumea arabă.  

### Opere reprezentative
- Mudhakkirāt Ṭabība (1958)
- Al-Marʼah wa-al-jins (1971)
- Imraʼah ʽinda nuqṭat al-ṣifr (1975)
- Al-ghāʼib (1976)
- Ughniyat al-aṭfāl al-dāʼiriyyah (1977)
- Jannāt wa-Iblīs (1992)[27]

„Imraʼah ʽinda nuqṭat al-ṣifr” (1975) este una dintre cele mai importante opere ale autoarei, fiind tradusă în 1983 în limba engleză cu titlul „Woman at Point Zero”. Acest roman o are ca protagonistă pe Firdaus, o femeie care a fost condamnată la moarte pentru uciderea unui bărbat. Naratorul o vizitează în închisoare unde își așteaptă execuția, spunând povestea sa plină de suferință, întrucât se născuse într-o familie de țărani, fusese abuzată de tatăl său și suferise o clitoridectomie care a marcat-o pentru tot restul vieții sale. Mai târziu, i se aranjează căsătoria cu un bărbat mai în vârstă din partea căruia suferă, de asemenea, o serie de abuzuri. Într-un final, atunci când nu reușește să își construiască o carieră, recurge la prostituție pentru a deveni independentă, însă după ce suferă abuzuri și din partea proxenetului ajunge să îl ucidă în încercarea de a se auto-apăra. La început, Firdaus își spune povestea naratorului, însă nu este de acord ca aceasta să fie scrisă, însă într-un final acceptă acest lucru din dorința ca povestea ei să rămână în memoria colectivă după moartea sa. 
„Al-Ghāʼib” (1976), roman tradus în engleză în anul 1991 cu titlul „Searching” ilustrează povestea protagonistei Fouada. Cercetătoare în domeniul chimiei, femeia se îngrijorează atunci când partenerul ei, Farid, nu apare la întâlnirea lor săptămânală. Decide să îl sune, chiar merge la el acasă, însă descoperă că Farid a dispărut. Absența lui Farid, însă, pare să o facă pe Fouada să își regăsească valorile în viață și un loc în societate. Deși bărbații cu care se intersectează încearcă să o manipuleze, refuzând să îi recunoască pregătirea și calitățile, spre deosebire de Firdaus, Fouada reușește să se împlinească în carieră. Prin intermediul ei, Al-Saadawi spune povestea multor femei egiptene care, deși educate, se zbat să își găsească locul în societatea care refuză să le accepte meritele. 
„Ughniyat al-aṭfāl al-dāʼiriyyah” (1977) a fost de asemenea tradus în limba engleză în anul 1989, sub titlul „The Circling Song”. Titlul original al romanului este inspirat de un cântec egiptean pentru copii pe care Al-Saadawi își bazează întreaga narațiune. Ea își numește protagonista Hamida, după femeia care face obiectul cântecului. Aceasta are un frate geamăn, Hamido, autoarea insistând pe relația dintre cei doi gemeni și, îndeosebi, pe drama trăită de aceștea atunci când sunt separați. Hamida și Hamido par a avea aceleași trăsături, atât din punct de vedere fizic, cât și moral, astfel încât adesea cei doi se confundă în ochii cititorului. Hamida, asemenea altor protagoniste ale romanelor scrise de Al-Saadawi, reprezintă femeile care sunt constant oprimate, incapabile să își depășească condiția. Hamido este, la rândul său, o victimă în roman, autoarea punând în mod egal accentul pe opresiunea asupra femeii și asupra bărbatului.  

### Traduceri în limba română
- „Femeie în punctul zero”, editura Black Button Books (în original, ar: امرأة عند نقطة الصفر , 1975)

## Premii
- Literary Franco-Arab Friendship Award (acordat în 1982)
- Literary Award of Gubran (acordat în 1988)
- First Degree Decoration of the Republic of Libya (acordat în 1989)
- Great Minds of the Twentieth Century Prize (acordat în anul 2003 de către American Biographical Institute)
- North-South Prize (acordat în anul 2004 de către Consiliul European și Premi Internacional Catalunya)
- African Literature Association`s Fonlon-Nichols Award (acordat în anul 2007 pentru excelență în scriere creativă și contribuție în lupta pentru drepturile omului și libertate de exprimare) [31]